# 7 Rings
"7 Rings"는 아리아나 그란데의 노래이다. 빌보드 핫 100 1위와 영국 싱글 차트 1위를 한 곡이다. 제62회 그래미상 올해의 레코드 부문 후보에 올랐다.